# Giao tiếp ở sói

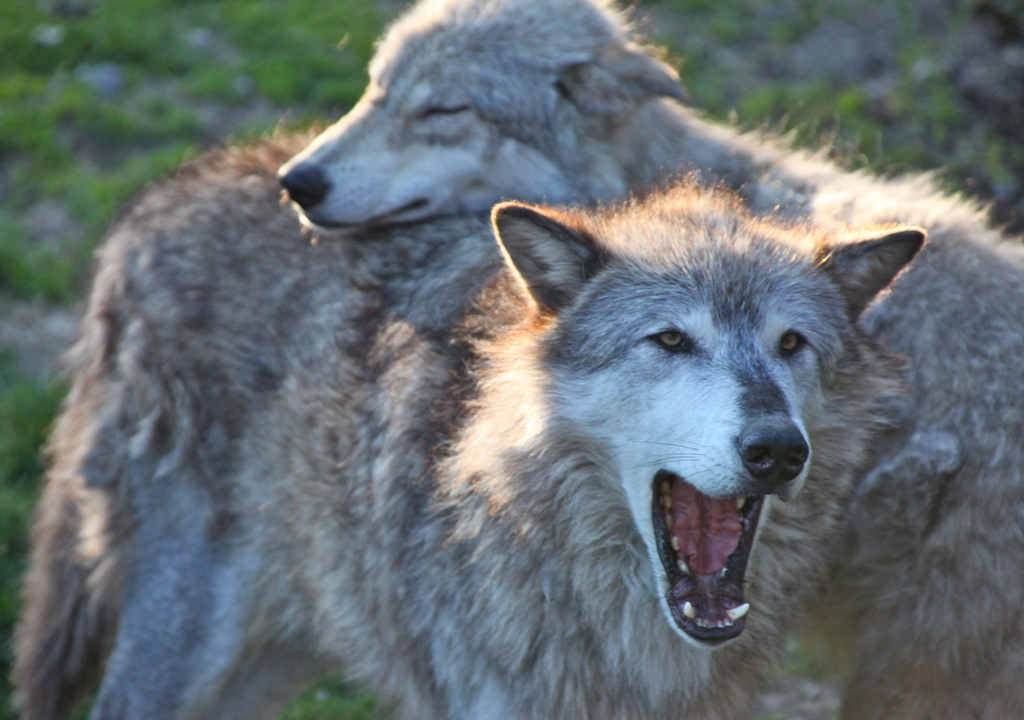
Hai con sói đang chạm vào nhau

Giao tiếp ở loài sói là một hành vi giao tiếp ở động vật, cụ thể hơn trong bài viết này, việc giao tiếp này được thực hiện bởi những con chó sói nhằm mục đích dự đoán những hành động tiếp theo của những người bạn hoặc những con sói khác. Việc giao tiếp ở sói thông qua các đặc điểm và hành vi như việc phát âm, tư thế đứng, mùi hương, xúc giác và vị giác. Chu kỳ hoạt động của mặt trăng (pha Mặt Trăng) không có tác động đến tiếng hú của sói. Sói không hú khi nhìn thấy mặt trăng, dù nhiều giai thoại đã được lan truyền phổ biến. Sói xám hú lên để liên kết bầy đàn vào thời điểm trước và sau khi đi săn mồi, để phát báo động đặc biệt về một hang thú dữ, để xác định vị trí của nhau trong cơn bão hoặc trong khi đi đến một vùng đất xa lạ và cần liên lạc với nhau với khoảng cách lớn.
Những tiếng kêu khác ngoài tiếng hú gồm có tiếng gầm gừ, tiếng sủa và tiếng rên rỉ.Chó sói không sủa to hoặc liên tục như chó nhà nhưng chúng sủa vài lần và sau đó rút lui nếu nhận thức được mối nguy. Những con sói hung dữ hoặc tự khẳng định được vị thế bản thân có đặc điểm đặc trưng là chủ ý chuyển động chậm, tư thế dũng mãnh và lông cổ dựng đứng, trong khi những con sói phục tùng mang thân hình thấp bé, lông bóng mượt, và hạ thấp tai và đuôi. Tiểu kiểu nhấc cao một bên chân được coi là một trong những hình thức giao tiếp thông qua mùi quan trọng nhất của loài sói, chiếm khoảng từ 60 đến 80% trong tất cả các dấu hiệu mùi hương.

### Sách
- Lopez, Barry H. (1978). Of Wolves and Men. J. M. Dent and Sons Limited. ISBN 978-0-7432-4936-2.
- Mech, L. David; Boitani, Luigi biên tập (2003). Wolves: Behaviour, Ecology and Conservation. University of Chicago Press. ISBN 978-0-226-51696-7.